# ماکسیموس فون ایمهوف
 ماکسیموس فون ایمهوف (انگلیسی: Maximus von Imhof؛ زاده ۲۶ ژوئیهٔ ۱۷۵۸ درگذشته ۱۱ آوریل ۱۸۱۷) یک فیزیک‌دان اهل آلمان بود. 